# ФК Хофенхајм
ФК Хофенхајм је немачки фудбалски клуб из Хофенхајма, предграђа Зинсхајмa, Баден-Виртемберг. Клуб је основан 1899. и игра на Рајн-Некар-Арени, капацитета 30.164 места. Клуб који је 2000. играо у петој немачкој лиги, уз финасијску подршку софтверског могула Дитмара Хопа направио је велики напредак у веома кратком периоду и већ од 2008. игра у елитној немачкој лиги, Бундеслиги.

## Успеси
- Лига
  - Друга бундеслига: друго место 2008.
  - Трећа лига: друго место 2007.
  - Четврта лига (IV): првак 2001.
  - Пета лига (V): првак 2000.
- Куп
  - Куп Северног Бадена: првак 2002, 2003, 2004, 2005.

## ФК Хофенхајм у европским такмичењима
| Сезона   | Такмичење     | Рунда           | Клуб           | Дом. | Гост | Укупно   |
| -------- | ------------- | --------------- | -------------- | ---- | ---- | -------- |
| 2017/18. | Лига шампиона | плеј-оф         | Ливерпул       | 1–2  | 2–4  | 3–6      |
| 2017/18. | Лига Европе   | Група Ц         | Брага          | 1–2  | 1–3  | 4. место |
| 2017/18. | Лига Европе   | Група Ц         | Лудогорец      | 1–1  | 1–2  | 4. место |
| 2017/18. | Лига Европе   | Група Ц         | Башакшехир     | 3–1  | 1–1  | 4. место |
| 2018/19. | Лига шампиона | Група Ф         | Шахтјор        | 2–3  | 2–2  | 4. место |
| 2018/19. | Лига шампиона | Група Ф         | Манчестер сити | 1–2  | 1–2  | 4. место |
| 2018/19. | Лига шампиона | Група Ф         | Лион           | 3–3  | 2–2  | 4. место |
| 2020/21. | Лига Европе   | Група Л         | Гент           | 4–1  | 4–1  | 1. место |
| 2020/21. | Лига Европе   | Група Л         | Црвена звезда  | 2–0  | 0–0  | 1. место |
| 2020/21. | Лига Европе   | Група Л         | Либерец        | 5–0  | 2–0  | 1. место |
| 2020/21. | Лига Европе   | шеснаест финале | Молде          | 0–2  | 3–3  | 3–5      |

## Тренутни састав
Од 7. фебруара 2010.
| Бр. |                     | Позиција | Играч                 |
| --- | ------------------- | -------- | --------------------- |
| 1   | Њемачка             | Г        | Данијел Хас           |
| 2   | Њемачка             | О        | Андреас Бек           |
| 3   | Њемачка             | О        | Матијас Јазле         |
| 5   | Њемачка             | О        | Марвин Компер         |
| 7   | Бразил              | С        | Маикозуел             |
| 8   | Њемачка             | О        | Крстијан Ејхнер       |
| 9   | Сенегал             | Н        | Демба Ба              |
| 10  | Бразил              | С        | Карлос Едуардо Маркез |
| 11  | Њемачка             | Н        | Марко Теразино        |
| 14  | Хрватска            | О        | Јосип Шимунић         |
| 17  | Њемачка             | С        | Тобијас Вејз          |
| 18  | Гана                | Н        | Принс Тагое           |
| 19  | Босна и Херцеговина | Н        | Ведад Ибишевић        |
| 20  | Нигерија            | Н        | Чинеду Обаси          |

| Бр. |                     | Позиција | Играч                     |
| --- | ------------------- | -------- | ------------------------- |
| 21  | Бразил              | С        | Луис Густаво Дијас        |
| 22  | Финска              | О        | Јука Раитала              |
| 23  | Босна и Херцеговина | С        | Сејад Салиховић (капитен) |
| 24  | Шведска             | О        | Пер Нилсен                |
| 25  | Гана                | С        | Исак Ворсах               |
| 26  | Аустрија            | О        | Андреас Ибертсбергер      |
| 27  | Њемачка             | С        | Денис Томала              |
| 28  | Њемачка             | Г        | Тимо Хилдебранд           |
| 30  | Њемачка             | Г        | Јенс Грал                 |
| 34  | Њемачка             | С        | Борис Вукчевић            |
| 35  | Њемачка             | О        | Кевин Конрад              |
| 36  | Аргентина           | С        | Франко Зукулини           |
| 37  | Њемачка             | О        | Мануел Гулде              |
| 39  | Њемачка             | С        | Паскал Гроб               |

### На позајмици
| Бр. |          | Позиција | Играч                                |
| --- | -------- | -------- | ------------------------------------ |
| 12  | Бразил   | Н        | Велинтон Луиз де Соуза (у ФК Твенте) |
| 27  | Аустрија | Г        | Рамазан Озкан (у ФК Бешикташ)        |

Тренер од 2011. је Марко Пецаули, дотадашњи асистент веома успјешног Ралфа Рагника.

## Стадион
Пре него што се пласирао у Прву бундеслигу 2008. године, клуб је своје утакмице играо на стадиону Дитмар Хоп који је изграђен 1999. и има капацитет за 5.000 гледалаца (1.620 седећих места).
Своје високе амбиције Хофенхајм је потврдио 2006. када је руководство клуба одлучило да изгради нови стадион капацитета 30.000 места који ће имати све испуњене услове да се на њему играју утакмице Бундеслиге. Стадион је по првобитном плану требало да се изгради у Хајделбергу, али је ипак на крају одлучено да се изгради у Зинсхајму, граду са 35.000 становника.
Прву сезону у Бундеслиги су играли на стадиону Карл-Бенц, капацитета 26.022 места, у Манхајму, а први меч на новом стадиону који је отворен 24. јануара, названом Рајн-Некар-Арена, су одиграли 31. јануара 2009.

## Новији резултати
| Сезона   | Лига                                           | Позиција |
| 1999/00. | Пета лига (Verbandsliga Nordbaden) (V)         | 1. ↑     |
| 2000/01. | Четврта лига (Oberliga Baden-Württemberg) (IV) | 1. ↑     |
| 2001/02. | Трећа лига (Regionalliga Süd) (III)            | 13.      |
| 2002/03. | Трећа лига (Regionalliga Süd) (III)            | 5.       |
| 2003/04. | Трећа лига (Regionalliga Süd) (III)            | 5.       |
| 2004/05. | Трећа лига (Regionalliga Süd) (III)            | 7.       |
| 2005/06. | Трећа лига (Regionalliga Süd) (III)            | 4.       |
| 2006/07. | Трећа лига (Regionalliga Süd) (III)            | 2. ↑     |
| 2007/08. | Друга бундеслига (II)                          | 2. ↑     |
| 2008/09. | Прва бундеслига (I)                            | 7.       |
| 2009/10. | Прва бундеслига (I)                            | 11.      |
| 2010/11. | Прва бундеслига (I)                            | 11.      |
| 2011/12. | Прва бундеслига (I)                            | 11.      |
| 2012/13. | Прва бундеслига (I)                            | 16.      |
| 2013/14. | Прва бундеслига (I)                            | 9.       |
| 2014/15. | Прва бундеслига (I)                            | 8.       |
| 2015/16. | Прва бундеслига (I)                            | 15.      |
| 2016/17. | Прва бундеслига (I)                            | 4.       |
| 2017/18. | Прва бундеслига (I)                            | 3.       |
| 2018/19. | Прва бундеслига (I)                            | 9.       |
| 2019/20. | Прва бундеслига (I)                            | 6.       |
| 2020/21. | Прва бундеслига (I)                            |          |